# Bejís
Bejís, en castillan et officiellement (Begís en valencien), est une commune d'Espagne de la province de Castellón dans la Communauté valencienne. Elle est située dans la comarque de l'Alto Palancia et dans la zone à prédominance linguistique castillane.

## Géographie

Localisation de Bejís
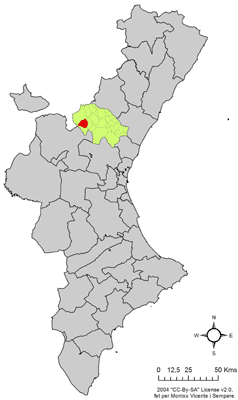
dans la Communauté valencienne.
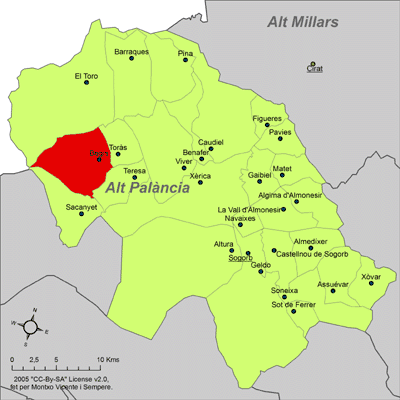
dans la comarque de l'Alto Palancia.

## Histoire
Le 13 et 14 octobre 1957, le fleuve Turia déborde provoquant de terribles inondations dans la région de Valence, à la suite de violentes intempéries. Bejís n'est d'ailleurs pas épargné : on enregistra 361 mm de précipitations, record dans la région ces jours-là !
En 1999, Herminia Palomar Perez membre du Parti Populaire devient maire de Bejís mettant fin à 16 années pendant lesquelles le maire était socialiste (Andrés Capilla Castillo entre 1983 et 1989, Liberto Soriano Marco entre 1989 et 1999).
Celle-ci est réélue en 2003 et 2007.

## Démographie
Durant le XXe siècle, la population de Bejís n'a cessé de baisser. En effet, elle diminua du triple pendant ce siècle passant d'environ 1300 à 383 habitants. Au début du XIXe siècle, la population est devenue croissante : 428 personnes résident à Bejís en 2007.
| 1900  | 1910  | 1920  | 1930  | 1940  | 1950  | 1960 | 1970 | 1981 | 1991 | 2000 | 2005 | 2007 | 2013 |
| ----- | ----- | ----- | ----- | ----- | ----- | ---- | ---- | ---- | ---- | ---- | ---- | ---- | ---- |
| 1.276 | 1.285 | 1.238 | 1.101 | 1.010 | 1.103 | 891  | 680  | 524  | 376  | 383  | 413  | 428  | 429  |

## Patrimoine
- Un aqueduc romain de 125 mètres de long
- Un château
- L'église paroissiale consacrée à Notre-Dame des Anges